# Incastellamento

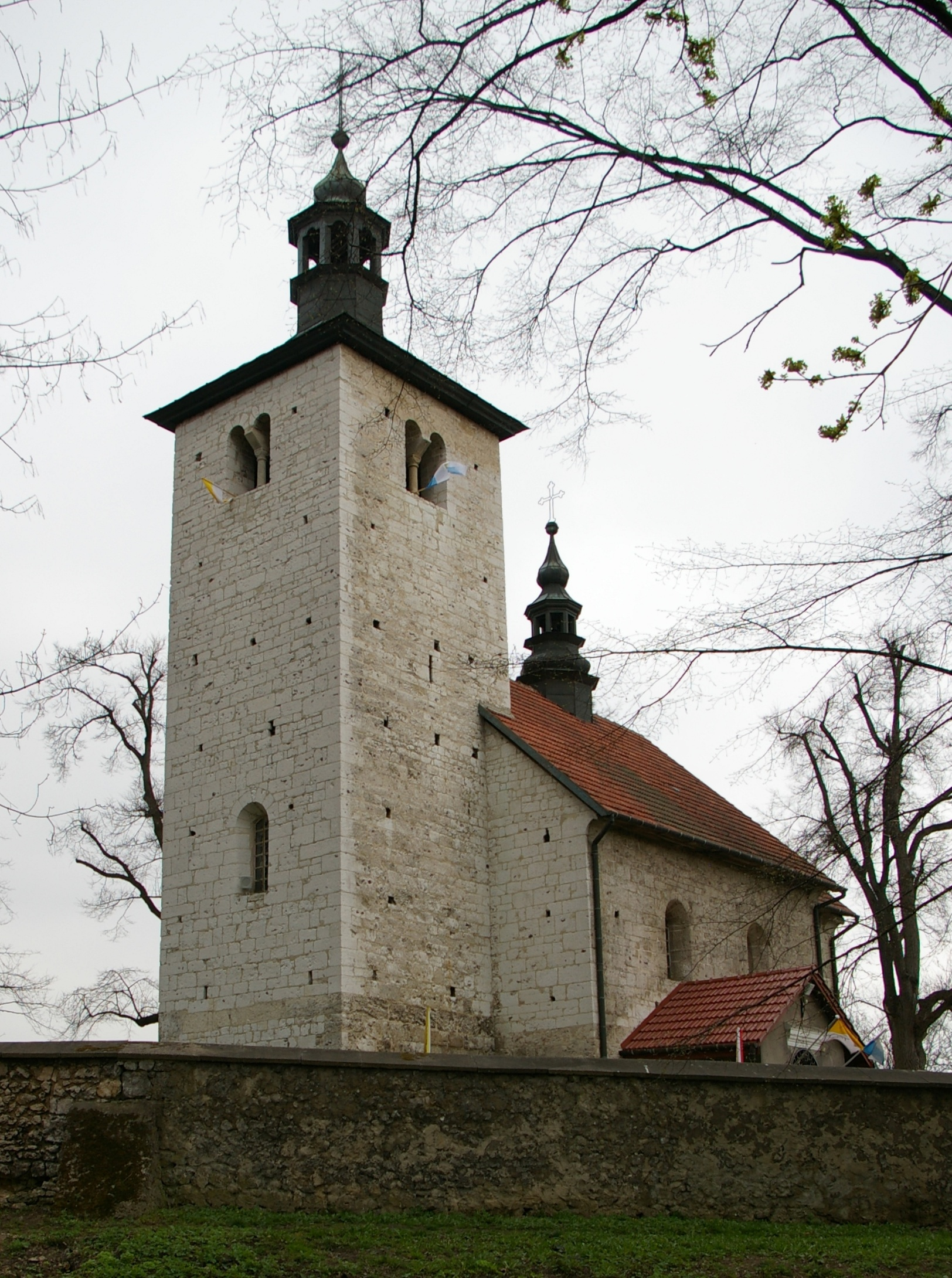
Iglesia de San Nicolás en Wysocice, Polonia

Incastellamento es un neologismo acuñado por el historiador francés Pierre Toubert, que no tiene traducción al español (palabras como incastellamiento o encastellamiento no aparecen aún en el DRAE, mientras que el verbo "encastillar", de donde se deriva "encastillamiento", tiene un significado propio y distinto). En la mayor parte de los casos, la palabra designa la acción de fortificar un lugar mediante un castillo, particularmente en la época medieval.
El significado que le dio el historiador francés fue triple: en primer lugar, el incastellamento suponía ocupar nuevos lugares, concentrando la población antes dispersa; en segundo lugar, estos nuevos poblados estaban fortificados (se "encastillaba" la población); en tercer lugar, en torno a los nuevos asentamientos se reorganizaban los espacios de producción en espacios concéntricos. El resultado, pues, del incastellamento habría sido la creación de aldeas delimitadas por un recinto amurallado que las fuentes denominan "castillos".
Pierre Toubert ha utilizado este término para designar el periodo entre el siglo X y el siglo XII, cuando se multiplicó la fortificación de núcleos rurales en el Lacio (centro de Italia). Estos "castillos", que las fuentes denominan con las palabras latinas castra o castella, dominan generalmente a poblaciones agrupadas bajo un lugar elevado y defendidos por una muralla. Posteriormente el movimiento de incastellamento ha sido analizado por todo el mundo mediterráneo, particularmente en la extensa zona que va desde Italia hasta España pasando por el sur de Francia (Rosellón, Languedoc, etcétera), siempre aprovechando los lugares elevados para la defensa. Para subrayar este mismo carácter de agrupamiento rural, pero fuera de esos lugares elevados, en la región de Picardía, el historiador Robert Fossier ha utilizado el término encellulement.
Pero ha sido en Italia donde se ha prestado una mayor atención a la propuesta de Pierre Toubert. Más concretamente, las excavaciones realizadas en Toscana por Riccardo Francovich durante veinte años, en lugares tan significativos como Montarenti o Rocca San Silvestro, permitieron someter a crítica el modelo de Toubert. En muchos de estos proyectos arqueológicos se pudo constatar que las aldeas fortificadas no se fundaron en lugares deshabitados, sino que contaban con importantes fases anteriores. En lugares como Montarrenti se pudo observar que en el siglo XI se dotó de un recinto amurallado un centro de poder de época carolingia. A partir de estos estudios arqueológicos se ha reconstruido nuevamente el concepto de incastellamento y se ha hecho nueva genealogía de los poderes feudales.
En la península ibérica ha habido varios autores que han valorado la utilidad de esta noción para analizar el proceso de formación de los paisajes medievales. En el caso castellano leonés existe un consenso a la hora de negar la utilidad de este concepto. No obstante, trabajos recientes realizados en el Condado de Treviño y otros sectores del norte peninsular han recurrido a esta noción para explicar los procesos de concentración autoritaria del campesinado en recintos amurallados dominados por residencias de carácter señorial.